# Allsvenskan (Schach)
Die Allsvenska Serien (Allsvenskan) ist die Schwedische Mannschaftsmeisterschaft im Schach.

## Organisation

### Spielklassen
Die Allsvenskan ist unterteilt in fünf Spielklassen, nämlich in die Elitserien, die Superettan, die Division I, die Division II und die Division III. Der Spielbetrieb unterhalb der Division III fällt in die Verantwortung der Distrikte.
Die Elitserien und die Superettan beinhalten jeweils eine Staffel mit 10 Mannschaften, die übrigen Klassen mehrere nach geographischen Gesichtspunkten eingeteilte parallele Staffeln mit je 8 Mannschaften, nämlich die Division I vier Staffeln, die Division II acht Staffeln und die Division III maximal 16 Staffeln.

### Reglement
Die Allsvenskan wird grundsätzlich mit Achtermannschaften gespielt, ausgenommen ist die norrländischen Mannschaften vorbehaltene Staffel 1 der Division III, in welcher mit Vierermannschaften gespielt wird. Anstelle reiner Vereinsmannschaften können auch Spielgemeinschaften mehrerer Vereine antreten, diese sind allerdings nicht für die Elitserien spielberechtigt.
In jeder Staffel wird ein einfaches Rundenturnier gespielt, über die Endplatzierung entscheidet zunächst die Anzahl der Mannschaftspunkte (zwei Punkte für einen Sieg, ein Punkt für ein Unentschieden, kein Punkt für eine Niederlage), anschließend die Anzahl der Brettpunkte (ein Punkt für eine Gewinnpartie, ein halber Punkt für eine Remispartie, kein Punkt für eine Verlustpartie).
Die Mannschaftsaufstellungen müssen grundsätzlich nach Spielstärke erfolgen, allerdings darf ein Spieler maximal zwei Bretter höher oder tiefer eingesetzt werden. Pro Wettkampf darf eine Mannschaft höchstens zwei Ausländer einsetzen. Besondere Regelungen gelten in dieser Hinsicht für Vereine aus Åland (hier gelten nur Spieler mit Wohnsitz auf Åland als Inländer) und für Vereine aus Haparanda, für die auch Spieler mit Wohnsitz in Tornio schwedischen Spielern gleichgestellt sind.
Die Bedenkzeit beträgt 90 Minuten für die ersten 40 Züge und 30 Minuten bis zum Partieende; ab dem ersten Zug erhält jeder Spieler zudem eine Zeitgutschrift von 30 Sekunden pro Zug bis zum Ende der Partie.
In der Elitserien darf ein Verein mit maximal einer Mannschaft vertreten sein, in den übrigen Klassen sind mehrere Mannschaften eines Vereins teilnahmeberechtigt.
Im Regelfall steigt der Sieger jeder Staffel in die nächsthöhere Klasse auf, während die beiden Letzten absteigen, es sind allerdings folgende Ausnahmen hiervon vorgesehen:
- Aus der Superettan steigen die beiden Ersten in die Elitserien auf.
- Die vier Staffelsieger der Division I ermitteln in Stichkämpfen zwei Aufsteiger zur Superettan.
- Enthält eine Staffel weniger als 8 Mannschaften, dann steigt nur der Tabellenletzte ab.
- Besteht die Division III aus maximal 8 Parallelstaffeln, dann steigen aus den Staffeln der Division II nur die jeweiligen Tabellenletzten ab.

## Geschichte

### Die Anfänge
Die Allsvenskan wurde erstmals in der Saison 1950/51 im K.-o.-System ausgetragen. Auch die Wettbewerbe der Spielzeiten 1951/52 und 1952/53 wurden im gleichen Modus durchgeführt, allerdings wurde auf dem Kongress des Schwedischen Schachbundes 1952 beschlossen, die Allsvenskan ab 1953 im Ligamodus durchzuführen.
Die Mannschaften wurden nach geographischen Gesichtspunkten in mehrere Zonen eingeteilt, deren Sieger in der Finalrunde aufeinandertrafen. In der Saison 1950/51 bestand die Allsvenskan aus drei Zonen, deren Sieger ein einfaches Rundenturnier spielten, 1951 wurde auf dem Kongress des Schwedischen Schachbundes beschlossen, den Wettbewerb 1951/52 in vier Zonen zu unterteilen; diese Regelung hatte auch in der Saison 1952/53 Bestand.
Neben reinen Vereinsmannschaften waren auch Auswahlmannschaften der Distrikte zugelassen. In der Saison 1950/51 war eine Mannschaft je Distrikt spielberechtigt, in den Spielzeiten 1951/52 und 1952/53 hatten die drei größten Distrikte (Stockholm, Göteborg und Mälardalen) das Recht, zwei Mannschaften zu melden. Diese gehörten jedoch unterschiedlichen Zonen an und konnten damit erst im Halbfinale aufeinandertreffen.

### 1953 bis 1967
1953 wurde bei der Allsvenskan ein jährlicher Auf- und Abstieg eingeführt. Die Staffeln bestanden aus jeweils vier Mannschaften, die an einem Wochenende ein einfaches Rundenturnier spielten. Die Division I bestand aus einer Staffel, aus welcher die beiden letzten in die Division II abstiegen, die Division II aus zwei Parallelstaffeln, deren Sieger in die Division I aufstiegen, während der Dritte und Vierte beider Staffeln in die Division III abstiegen. Die Division III bestand aus mehreren Parallelstaffeln, aus denen insgesamt vier Mannschaften in die Division II aufstiegen.

### 1968 bis 1987
Ab der Saison 1968/69 waren keine Distriktsauswahlmannschaften, sondern nur noch Vereinsmannschaften für die Allsvenskan spielberechtigt. In der Saison 1968/69 wurde die Division I einmalig in vier Staffeln mit je sechs Mannschaften ausgetragen, deren Sieger im KO-System den Titel ausspielten. Ab der Saison 1969/70 bestand die Division I aus zwei Staffeln mit je acht Mannschaften, von denen jeweils zwei in die Division II abstiegen. Bis 1974 spielten die beiden Staffelsieger das Endspiel um die Allsvenskan, ab der Saison 1974/75 wurde ein Finalturnier gespielt, an dem der Erste und Zweite beider Staffeln teilnahmen.

### Seit 1987
Zur Saison 1987/88 wurde die Elitserien als höchste Spielklasse eingeführt, in welcher der Titel des schwedischen Mannschaftsmeisters in einem einfachen Rundenturnier ermittelt wird. Bis zur Saison 1989/90 gehörten der Elitserien 8 Mannschaften an, von der Saison 1990/91 bis zur Saison 1997/98 10 Mannschaften und von der Saison 1998/99 bis zur Saison 2010/11 12 Mannschaften. Bis zur Saison 2006/07 war die Division I die zweithöchste Spielklasse, welche zunächst zweigleisig und ab der Saison 1991/92 dreigleisig war, seit der Saison 2007/08 ist es die eingleisige Superettan.